# Бішопбріггс
Бішопбрі́ггс (англ. Bishopbriggs, шотл. Bishops' Riggs, шотл. гел. Coille Dobhair) — місто в центрі Шотландії, в графстві Східний Данбартоншир. Населення міста становить 23 370 осіб (2006).

## Географія
Розташоване на північній околиці Великого Ґлазґо, приблизно за 4 милі (6 км) від центру міста. Історично в Ланаркширі ця територія колись була частиною парафії Кеддер — спочатку землі, надані королем Вільгельмом єпископу Ґлазґо Джоселіну 1180. Пізніше була частиною графства Ланаркшир, а потім незалежним містом з 1964 по 1975 рік. Сьогодні географічна близькість Бішопбріґса до Ґлазґо фактично робить його передмістям. 
Оригінальна ґельська назва міста Coille Dobhair відображає назву старої парафії Каддер, але в сучасній ґельській мові вживається Drochaid an Easbaig (дослівний переклад Bishopbriggs).  

## Історія
Бішопбріґс виріс на місці невеликого села на старій дорозі з Ґлазґо до Кіркінтіллоха та Стірлінґа.